# ザ・ブルーベルズ (スコットランドのバンド)
ザ・ブルーベルズ (The Bluebells) は、スコットランドのインディー・ポップ（ギターポップ）、ニュー・ウェイヴのバンドで、1981年から1986年にかけて活動し、その後、1993年、2008年 – 2009年、2011年、2018年にそれぞれ再結成し、短期間だけ活動している。

## 経歴
ザ・ブルーベルズは、同時期の同じスコットランド出身のグループであったアズテック・カメラやオレンジ・ジュースと同じようにジャングル・ポップ的なギター中心のポップを演奏していた。彼らが全英シングルチャートのトップ40に送り込んだ楽曲には、いずれも結成時からのギタリストであるボビー・ブルーベル（Bobby Bluebell、本名：ロバート・ホッジェンス Robert Hodgens）が書いた、「I'm Falling」、「Cath」、そして最大のヒットとなった「ヤング・アット・ハート (Young at Heart」があった。「ヤング・アット・ハート」はバナナラマのシヴォーン・ファーイとの共作で、元々はバナナラマがアルバム『キューティー・ハート (Deep Sea Skiving)』に収録したものであるが、1984年にザ・ブルーベルズとしての最初のリリースがなされた際に全英シングルチャートの8位まで上昇するのに貢献したヴァイオリン奏者のボビー・ヴァレンティノも、このバージョンの共作者となっている。ザ・ブルーベルズは、EP『The Bluebells』と、アルバム『Sisters』をリリースした。
バンドは、1980年代半ばに解散したが、1993年に「ヤング・アット・ハート」がフォルクスワーゲンのテレビ・コマーシャルに使用されたことを契機に、予期せぬ形でリバイバルした。リイシューされたシングルは、全英シングルチャートの首位に4週間とどまり、一時的に再結成したバンドは、BBCテレビジョンの『トップ・オブ・ザ・ポップス』に出演して、この曲を演奏した。その後、コンピレーション・アルバム『The Singles Collection』がリリースされ、1993年4月には全英アルバムチャートの27位まで上昇した。
2008年の遅い時期に、結成時のメンバーであるマクラスキー兄弟とボビー・ブルーベルによってバンドが再結成され、2009年1月23日にグラスゴーで催されたオレンジ・ジュースのボーカリストだったエドウィン・コリンズの公演のサポート・アクトを務めた。2011年5月29日には、ドイツのサウスサイド・フェスティバルにバンドとして参加した。2018年12月17日にはBBCスコットランドの番組『The Quay Sessions』のクリスマス特別番組に出演して演奏した。また、BBCスコットランドのシットコム『Still Game』の最終シリーズのあるエピソードに出演して、「ヤング・アット・ハート」を演奏した。
この間、2014年には、ロンドンレコードとの契約以前の、未発表音源を含む初期作品を集めたアルバムが、ボビー・ブルーベルを中心に編集され、『Exile On Twee Street』としてリリースされた。

## メンバー
- ボビー・ブルーベル（Bobby Bluebell、本名：Robert Hodgens、1957年6月6日 - 、スコットランド出身）- ギター
- デイヴィッド・マクラスキー（David McCluskey、1964年1月13日 - 、スコットランド・ハミルトン出身）- ドラムス
- ケン・マクラスキー（Ken McCluskey、本名：Kenneth McCluskey、1962年2月8日 - 、スコットランド・ハミルトン出身）- ボーカル/ハーモニカ
- ローレンス・ドネガン（Lawrence Donegan、1961年7月13日 ー、スコットランド・スターリング出身）- ベース
- クレイグ・ギャノン（Craig Gannon、1966年7月30日、イングランド・マンチェスター出身）- ギター
- ニール・ボールドウィン (Neil Baldwin) - ベース
- ラッセル・アーヴァイン (Russell Irvine) - ギター
- ゲイリー・クロウリー (Gary Crowley) - ギター

## ディスコグラフィ

### アルバム
| タイトル                                      | アルバムの詳細                                      | 最高位 | 最高位 |
| タイトル                                      | アルバムの詳細                                      | UK     | SWE    |
| --------------------------------------------- | --------------------------------------------------- | ------ | ------ |
| The Bluebells EP                              | - 1983年リリース - サイア・レコード                 | —      | —      |
| シスターズ (Sisters)                          | - 1984年リリース - ロンドンレコード                 | 22     | 29     |
| Second                                        | - 1992年リリース - Vinyl Japan（ビニール ジャパン） | —      | —      |
| シングル・コレクション The Singles Collection | - 1993年リリース - ロンドンレコード                 | 27     |        |
| Exile On Twee Street                          | - 2014年リリース - チェリー・レッド・レコード       | —      | —      |

### シングル
| 年   | タイトル                                                         | 最高位 | 最高位 | 最高位 | 最高位 | 認定       | アルバム                                |
| 年   | タイトル                                                         | UK     | GER    | IRE    | NED    | 認定       | アルバム                                |
| ---- | ---------------------------------------------------------------- | ------ | ------ | ------ | ------ | ---------- | --------------------------------------- |
| 1982 | 永遠の愛 "Forever More"                                          | —      | —      | —      | —      |            | シングル・コレクション                  |
| 1983 | キャス "Cath"                                                    | 62     | —      | —      | —      |            | The Bluebells EP シングル・コレクション |
| 1983 | シュガー・ブリッジ "Sugar Bridge (It Will Stand)"                | 72     | —      | —      | —      |            | The Bluebells EP シングル・コレクション |
| 1984 | アイム・フォーリング "I'm Falling"                               | 11     | —      | 26     | —      |            | シスターズ シングル・コレクション       |
| 1984 | ヤング・アット・ハート "Young at Heart"                          | 8      | —      | 13     | —      |            | シスターズ シングル・コレクション       |
| 1984 | キャス "Cath" (re-issue)                                         | 38     | —      | —      | —      |            | シスターズ シングル・コレクション       |
| 1985 | "All I Am (Is Loving You)"                                       | 58     | —      | —      | —      |            | アルバム未収録                          |
| 1993 | ヤング・アット・ハート（リイシュー） "Young at Heart" (re-issue) | 1      | 55     | 1      | 15     | - UK: Gold | シングル・コレクション                  |